# Anelia Klissarova
Anelia Dimitrova Klissarova (Анелия Димитрова Клисарова, en bulgare), née le 13 décembre 1961 à Varna, est une femme politique bulgare membre du Parti socialiste bulgare (BSP). Elle est ministre de l'Éducation entre le 29 mai 2013 et le 6 août 2014.

## Biographie

### Formation et vie professionnelle
Docteur en médecine, spécialisée en médecine nucléaire, elle a été recteur de l'université médicale de Varna en 2004.

### Activités politiques
Le 29 mai 2013, elle est nommée ministre de l'Éducation et de la Science dans le gouvernement de centre-gauche de Plamen Orecharski.
Elle est remplacée le 6 août 2014 par l'indépendante Rumyana Kolarova.